# I. Knut svéd király
I. Knut Eriksson (1143 – 1196. április 8.) Svédország királya 1167 és 1196 között. IX. Szent Erik fia.

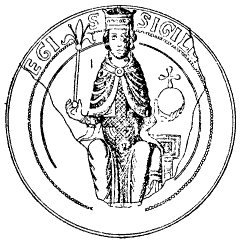
Knut Eriksson pecsétje

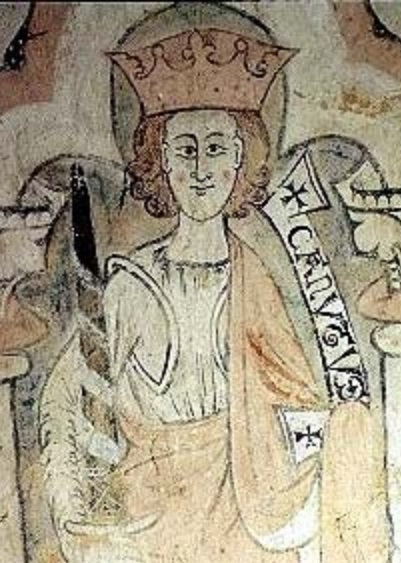
I. Knut

## Élete
Knut 1167-ben vette át a trónt. Tízéves száműzetés után tért haza és hatalmi harcba kezdett Kollal és Boleszlávval. Hatalmát csak 1173-ra tudta biztosítani. 1187-től az észtek betörései rendszeressé váltak Svédországban. Védekezésül Knut megépítette a stockholmi kastélyt, ezzel megalapozta Stockholm városának kifejlődését.
A kalmari kastély 1180-as alapítása is Knut nevéhez fűződik. A kastély építése szintén a védekezési stratégia része volt. Knut ezzel a kastéllyal a tenger felől érkező támadók, elsősorban balti-tengeri kalózok ellen szándékozta védeni országát.
Knutot II. Ifjabb Sverker követte a trónon 1196-ban.

## Fordítás
- Ez a szócikk részben vagy egészben  a   Knut I. (Schweden) című német Wikipédia-szócikk ezen változatának fordításán alapul.  Az eredeti cikk szerkesztőit annak laptörténete sorolja fel. Ez a jelzés csupán a megfogalmazás eredetét és a szerzői jogokat jelzi, nem szolgál a cikkben szereplő információk forrásmegjelöléseként.

## Külső hivatkozások
- Bengans historiasidor (svéd nyelven). Wadbring.com
- https://archive.today/20120526191329/homepage.mac.com/crowns/